# Margret Rettich
Margret Rettich (* 23. Juli 1926 in Stettin; † 15. Mai 2013 in Gifhorn) war eine deutsche Illustratorin und Kinderbuchautorin.

## Leben und Wirken
Margret Rettich studierte Gebrauchsgrafik an der Kunsthochschule in Erfurt und war danach freiberuflich in der Werbung tätig. Nachdem sie zahlreiche Bücher anderer Autoren illustriert hatte, begann sie, selbst Bücher für Kinder und Jugendliche zu schreiben und zu illustrieren, oft auch gemeinsam mit ihrem Mann Rolf Rettich. Für ihr künstlerisches Schaffen wurde sie mehrfach mit hohen Preisen ausgezeichnet.
1960 siedelte sie mit ihrem Mann in die Bundesrepublik Deutschland nach Vordorf im Landkreis Gifhorn über und lebte dort mit ihm gemeinsam bis zu dessen Tod im Jahr 2009 und auch danach bis zu ihrem Tod am 15. Mai 2013.
Margret Rettich wurde auf dem Hauptfriedhof Braunschweig neben ihrem Mann beerdigt.

## Werke (Auswahl)
- Jan und Julia. Kinderbuch-Reihe. Oetinger, Hamburg (ab 1973 wiederholt neuaufgelegt).
- Wirklich wahre Weihnachtsgeschichten. Betz, München 1976. ISBN 3-7641-0121-0
- Neue wahre Weihnachtsgeschichten. Betz, München 1986. ISBN 3-219-10349-9
- Tierpraxis Doktor Schimmel. Loewes, Bayreuth 1982. ISBN 3-7855-1821-8
- Jule kommt zur Schule. Loewes, Bayreuth 1987. ISBN 3-7855-2118-9
- Das verborgte Mäxchen. Betz, Wien-München 1990. ISBN 3-219-10502-5
- Die Rabenschwarze: Eine Katzengeschichte. Ueberreuter, Wien 1993. ISBN 3-8000-2380-6

## Auszeichnungen
- 1981: Deutscher Jugendliteraturpreis für Die Reise mit der Jolle
- 1997: Großer Preis der Deutschen Akademie für Kinder- und Jugendliteratur e. V. Volkach gemeinsam mit ihrem Mann Rolf Rettich für ihr Gesamtwerk
- 2001: Deutscher Musikeditionspreis
- Seit 2002 heißt die Grundschule in Vordorf, dem langjährigen Wohnort des Ehepaars Rettich, „Margret-und-Rolf-Rettich-Schule“.